# 20. etape af Vuelta a España 2018
20. etape af Vuelta a España 2018 gik fra Escaldes-Engordany til Coll de la Gallina 15. september 2018. 
Enric Mas vandt etapen.

## Etaperesultater
| \| Etaperesultat \| Etaperesultat \| Etaperesultat \| Etaperesultat \| Etaperesultat \| \| Rytter \| Rytter \| Hold \| Tid \| \| \| ------------- \| ------------------ \| ------------------------- \| ------------- \| ------------- \| \| 1. \| Enric Mas \| Quick-Step Floors \| 2t 59' 30" \| \| \| 2. \| Miguel Ángel López \| Astana \| + 0" \| \| \| 3. \| Simon Yates \| Mitchelton-Scott \| + 23" \| \| \| 4. \| Thibaut Pinot \| Groupama-FDJ \| + 54" \| \| \| 5. \| Rigoberto Urán \| EF Education First-Drapac \| + 57" \| \| \| 6. \| Wilco Kelderman \| Team Sunweb \| + 1' 11" \| \| \| 7. \| Steven Kruijswijk \| LottoNL-Jumbo \| + 1' 15" \| \| \| 8. \| David de la Cruz \| Team Sky \| + 2' 17" \| \| \| 9. \| Nairo Quintana \| Movistar Team \| + 3' 09" \| \| \| 10. \| Alejandro Valverde \| Movistar Team \| + 3' 09" \| \| |                    |                           |            |
| |                    |                           |            |
| Kilde: ProCyclingStats |                    |                           |            |
| Etaperesultat |                    |                           |            |
| Rytter | Rytter             | Hold                      | Tid        |
| 1. | Enric Mas          | Quick-Step Floors         | 2t 59' 30" |
| 2. | Miguel Ángel López | Astana                    | + 0"       |
| 3. | Simon Yates        | Mitchelton-Scott          | + 23"      |
| 4. | Thibaut Pinot      | Groupama-FDJ              | + 54"      |
| 5. | Rigoberto Urán     | EF Education First-Drapac | + 57"      |
| 6. | Wilco Kelderman    | Team Sunweb               | + 1' 11"   |
| 7. | Steven Kruijswijk  | LottoNL-Jumbo             | + 1' 15"   |
| 8. | David de la Cruz   | Team Sky                  | + 2' 17"   |
| 9. | Nairo Quintana     | Movistar Team             | + 3' 09"   |
| 10. | Alejandro Valverde | Movistar Team             | + 3' 09"   |

## Samlet efter etapen

### Samlede stilling
| \| Samlede stilling \| Samlede stilling \| Samlede stilling \| Samlede stilling \| Samlede stilling \| \| Rytter \| Rytter \| Hold \| Tid \| \| \| ---------------- \| ------------------ \| ------------------------- \| ---------------- \| ---------------- \| \| 1. \| Simon Yates \| Mitchelton-Scott \| 79t 44' 30" \| \| \| 2. \| Enric Mas \| Quick-Step Floors \| + 1' 46" \| \| \| 3. \| Miguel Ángel López \| Astana \| + 2' 04" \| \| \| 4. \| Steven Kruijswijk \| LottoNL-Jumbo \| + 2' 54" \| \| \| 5. \| Alejandro Valverde \| Movistar Team \| + 4' 28" \| \| \| 6. \| Thibaut Pinot \| Groupama-FDJ \| + 5' 57" \| \| \| 7. \| Rigoberto Urán \| EF Education First-Drapac \| + 6' 07" \| \| \| 8. \| Nairo Quintana \| Movistar Team \| + 6' 51" \| \| \| 9. \| Jon Izagirre \| Bahrain-Merida \| + 11' 09" \| \| \| 10. \| Wilco Kelderman \| Team Sunweb \| + 11' 11" \| \| |                    |                           |             |
| |                    |                           |             |
| Kilde: ProCyclingStats |                    |                           |             |
| Samlede stilling |                    |                           |             |
| Rytter | Rytter             | Hold                      | Tid         |
| 1. | Simon Yates        | Mitchelton-Scott          | 79t 44' 30" |
| 2. | Enric Mas          | Quick-Step Floors         | + 1' 46"    |
| 3. | Miguel Ángel López | Astana                    | + 2' 04"    |
| 4. | Steven Kruijswijk  | LottoNL-Jumbo             | + 2' 54"    |
| 5. | Alejandro Valverde | Movistar Team             | + 4' 28"    |
| 6. | Thibaut Pinot      | Groupama-FDJ              | + 5' 57"    |
| 7. | Rigoberto Urán     | EF Education First-Drapac | + 6' 07"    |
| 8. | Nairo Quintana     | Movistar Team             | + 6' 51"    |
| 9. | Jon Izagirre       | Bahrain-Merida            | + 11' 09"   |
| 10. | Wilco Kelderman    | Team Sunweb               | + 11' 11"   |

### Pointkonkurrencen
| Pointkonkurrence | Pointkonkurrence   | Pointkonkurrence          | Pointkonkurrence | Pointkonkurrence |
| Rytter           | Rytter             | Hold                      | Point            |                  |
| ---------------- | ------------------ | ------------------------- | ---------------- | ---------------- |
| 1.               | Alejandro Valverde | Movistar Team             | 131 point        |                  |
| 2.               | Simon Yates        | Mitchelton-Scott          | 104 point        |                  |
| 3.               | Miguel Ángel López | Astana                    | 103 point        |                  |
| 4.               | Peter Sagan        | Bora-Hansgrohe            | 99 point         |                  |
| 5.               | Thibaut Pinot      | Groupama-FDJ              | 95 point         |                  |
| 6.               | Dylan Teuns        | BMC Racing Team           | 93 point         |                  |
| 7.               | Elia Viviani       | Quick-Step Floors         | 80 point         |                  |
| 8.               | Steven Kruijswijk  | LottoNL-Jumbo             | 80 point         |                  |
| 9.               | Enric Mas          | Quick-Step Floors         | 75 point         |                  |
| 10.              | Rigoberto Urán     | EF Education First-Drapac | 74 point         |                  |

### Bjergkonkurrencen
| Bjergkonkurrence | Bjergkonkurrence   | Bjergkonkurrence           | Bjergkonkurrence | Bjergkonkurrence |
| Rytter           | Rytter             | Hold                       | Point            |                  |
| ---------------- | ------------------ | -------------------------- | ---------------- | ---------------- |
| 1.               | Thomas De Gendt    | Lotto-Soudal               | 95 point         |                  |
| 2.               | Bauke Mollema      | Trek-Segafredo             | 83 point         |                  |
| 3.               | Luis Ángel Maté    | Cofidis, Solutions Crédits | 64 point         |                  |
| 4.               | Ben King           | Dimension Data             | 56 point         |                  |
| 5.               | Miguel Ángel López | Astana                     | 45 point         |                  |
| 6.               | Simon Yates        | Mitchelton-Scott           | 38 point         |                  |
| 7.               | Thibaut Pinot      | Groupama-FDJ               | 36 point         |                  |
| 8.               | Pierre Rolland     | EF Education First-Drapac  | 31 point         |                  |
| 9.               | Michael Woods      | EF Education First-Drapac  | 21 point         |                  |
| 10.              | Michał Kwiatkowski | Team Sky                   | 20 point         |                  |

### Kombinationskonkurrencen
| Kombinationskonkurrence | Kombinationskonkurrence | Kombinationskonkurrence   | Kombinationskonkurrence | Kombinationskonkurrence |
| Rytter                  | Rytter                  | Hold                      | Point                   |                         |
| ----------------------- | ----------------------- | ------------------------- | ----------------------- | ----------------------- |
| 1.                      | Simon Yates             | Mitchelton-Scott          | 9 point                 |                         |
| 2.                      | Miguel Ángel López      | Astana                    | 11 point                |                         |
| 3.                      | Alejandro Valverde      | Movistar Team             | 18 point                |                         |
| 4.                      | Thibaut Pinot           | Groupama-FDJ              | 18 point                |                         |
| 5.                      | Enric Mas               | Quick-Step Floors         | 22 point                |                         |
| 6.                      | Steven Kruijswijk       | LottoNL-Jumbo             | 29 point                |                         |
| 7.                      | Rigoberto Urán          | EF Education First-Drapac | 43 point                |                         |
| 8.                      | Nairo Quintana          | Movistar Team             | 47 point                |                         |
| 9.                      | Rafał Majka             | Bora-Hansgrohe            | 47 point                |                         |
| 10.                     | David de la Cruz        | Team Sky                  | 76 point                |                         |

### Holdkonkurrencen
| Holdkonkurrence | Holdkonkurrence                          | Holdkonkurrence | Holdkonkurrence |
| Hold            | Hold                                     | Tid             |                 |
| --------------- | ---------------------------------------- | --------------- | --------------- |
| 1.              | Movistar Team                            | 239t 45' 40"    |                 |
| 2.              | Bahrain-Merida                           | + 45' 36"       |                 |
| 3.              | Bora-Hansgrohe                           | + 47' 57"       |                 |
| 4.              | AG2R La Mondiale                         | + 48' 10"       |                 |
| 5.              | EF Education First-Drapac p/b Cannondale | + 58' 49"       |                 |
| 6.              | Dimension Data                           | + 1t 31' 01"    |                 |
| 7.              | Astana                                   | + 1t 37' 13"    |                 |
| 8.              | Euskadi Basque Country-Murias            | + 1t 47' 50"    |                 |
| 9.              | Cofidis, Solutions Crédits               | + 3t 30' 27"    |                 |
| 10.             | Katusha-Alpecin                          | + 3t 35' 30"    |                 |